# 83rd Infantry Division (Vereinigte Staaten)

Schulterabzeichen der Division

Die 83rd Infantry Division (deutsch 83. US-Infanteriedivision) (Spitzname: Thunderbolt) war eine Infanteriedivision der United States Army im Ersten und Zweiten Weltkrieg.

## Erster Weltkrieg
Die Division, welche unter dem Kommando von Generalmajor Edwin F. Glenn stand, wurde im September 1917 aktiviert und im Juni 1918 über den Atlantik gebracht. Bei der Division handelte es sich um eine sogenannte „depot division“, welche über 195.000 Soldaten als Ersatz- und  Austauschsoldaten in Frankreich für die US-Army bereitstellte. Viele Einheiten der Division wurden an der Front eingesetzt, darunter zum Beispiel das 332nd Infantry Regiment in der  Schlacht von Vittorio Veneto in Italien. Die Division wurde im Oktober 1919 deaktiviert.

## Zweiter Weltkrieg
- Aktiviert: 15. August 1942
- Nach Übersee disloziert: 6. April 1944
- Einsätze: Normandy, Northern France, Rhineland, Ardennes-Alsace, Central Europe
- 244 Gefechtstage
- 7 Distinguished Unit Citations
- Rückkehr in die USA: 26. März 1946
- Deaktiviert: 5. April 1946

### Einsätze
Die 83. Infantry Division erreichte England am 16. April 1944. Nach Übungen in Wales landete sie am 18. Juni (12 Tage nach dem D-Day) am Omaha Beach und griff am 27. Juni in die Schlacht südlich von Carentan ein. Nach langen schwierigen Kämpfen auf schwierigem Terrain („Bocage“) gelang ihr am 25. Juli der Vorstoß zur Straße von Saint-Lô nach Périers; am Ende der Operation Cobra (24. Juli – 4. August) war sie trotz heftigen Widerstandes der Wehrmacht acht Meilen vorangekommen.
Im Anschluss an eine Trainingsperiode nahmen Teile der Division ab dem 1. August 1944 an der Schlacht um die Bretagne teil: Am 5. August nahmen sie Châteauneuf-d’Ille-et-Vilaine und am 15. August Dinard ein und näherten sich dem stark befestigten Gebiet, das Saint-Malo schützte. Die Stadt wurde zu etwa 85 Prozent durch Bombardierungen zerstört, nachdem der Festungskommandant Oberst Andreas von Aulock sich geweigert hatte zu kapitulieren. Am 17. August kapitulierte die Festung von Saint-Servan.
Während Teile der Division südwärts zogen, um das Nordufer der Loire zu schützen, war der Hauptteil der Division südlich von Rennes und patrouillierte dort bzw. betrieb Feindaufklärung. Teile bekämpften die Garnison auf der Ile de Cézembre; die  am 2. September kapitulierte. Am 16. September 1944 ergab sich Generalmajor Botho Henning Elster mit 18.850 Soldaten und 754 Offizieren den US-Truppen an der Loire-Brücke von Beaugency, da eine weitere Rückzugoperation der nur teilbeweglichen Verbände nicht mehr möglich war.
Anschließend begann die Verlagerung nach Luxemburg, die am 25. September beendet wurde. Die Division nahm Remich am 28. September ein und patrouillierte defensiv entlang der Mosel. Sie widerstand Gegenangriffen und rückte über den Fluss Sauer zu Verteidigungsstellungen des Westwalls vor, nachdem sie am 7. Oktober 1944 die Orte Grevenmacher und Echternach erobert hatte. Am 5. November 1944 nahm die Division den Stromberghügel bei Contz-les-Bains an der Mosel im Departement Hochmosel gegen starken Widerstand ein und schlug Gegenangriffe zurück.
Von dort aus wurde die Division in den Hürtgenwald verlegt und stieß von Gressenich aus zum Westufer der Rur vor. Die Schlacht im Hürtgenwald war eine besonders lange und blutige Schlacht bei sehr winterlichen Bedingungen. Von Ende Dezember 1944 bis in den späten Januar 1945 kam die Division im Raum Rochefort bei der Abwehr der Ardennenoffensive zum Einsatz und wurde anschließend zur Auffrischung nach Belgien zurückgezogen.
Ab Ende Februar 1945 wieder im Einsatz, stieß sie im Zuge der Operation Grenade zum Rhein vor, den sie am 1. März bei Neuss erreichte. Ende März ging sie südlich von Wesel über den Rhein und stieß zügig bis Bodenwerder an der Weser vor. Am 8. April überschritt sie die Leine und ging über die Harzregion nach Mitteldeutschland vor. Die Stadt Barby an der Elbe wurde am 13. April eingenommen. Bereits am 11. April war das KZ Langenstein-Zwieberge, ein Außenlager des KZ Buchenwald, befreit worden.
Während ihres Vormarsches durch Deutschland beschlagnahmte die Division aufgrund einer Anweisung des Kommandeurs Robert C. Macon sämtliche deutsche Fahrzeuge, die ihr in die Hände fielen, setzte sie selbst ein und erreichte dadurch die Geschwindigkeit einer Panzerdivision. Der Fuhrpark wurde aufgrund seiner bunten Zusammensetzung in Armeekreisen als Rag-Tag Circus bekannt.

### Kommandeure
- Generalmajor Frank W. Milburn (August 1942 – Dezember 1943),
- Generalmajor Robert C. Macon (Januar 1944 bis 31. Januar 1946)

### Unterstellungen
| Datum              | Korps          | Armee                                | Heeresgruppe                   |
| ------------------ | -------------- | ------------------------------------ | ------------------------------ |
| 8. April 1944      | VIII. US-Korps | 3. US-Armee (attachiert 1. US-Armee) | ETOUSA                         |
| 25. Juni 1944      | VIII. US-Korps | 3. US-Armee                          | ETOUSA                         |
| 1. Juli 1944       | VII. US-Korps  | 3. US-Armee (attachiert 1. US-Armee) | ETOUSA                         |
| 15. Juli 1944      | VIII. US-Korps | 3. US-Armee (attachiert 1. US-Armee) | ETOUSA                         |
| 1. August 1944     | XV. US-Korps   | 3. US-Armee                          | 12th Army Group                |
| 3. August 1944     | VIII. US-Korps | 3. US-Armee                          | 12th Army Group                |
| 5. September 1944  | VIII. US-Korps | 9. US-Armee                          | 12th Army Group                |
| 10. September 1944 | -              | 9. US-Armee                          | 12th Army Group                |
| 21. September 1944 | XX. US-Korps   | 3. US-Armee                          | 12th Army Group                |
| 11. Oktober 1944   | VIII. US-Korps | 9. US-Armee                          | 12th Army Group                |
| 22. Oktober 1944   | VIII. US-Korps | 1. US-Armee                          | 12th Army Group                |
| 8. November 1944   | XX. US-Korps   | 3. US-Armee                          | 12th Army Group                |
| 11. November 1944  | VIII. US-Korps | 1. US-Armee                          | 12th Army Group                |
| 7. Dezember 1944   | VII. US-Korps  | 1. US-Armee                          | 12th Army Group                |
| 20. Dezember 1944  | VII. US-Korps  | 1. US-Armee                          | der 21st Army Group attachiert |
| 22. Dezember 1944  | XIX. US-Korps  | 9. US-Armee                          | 21st Army Group                |
| 26. Dezember 1944  | VII. US-Korps  | 1. US-Armee                          | 21st Army Group                |
| 16. Februar 1945   | XIX. US-Korps  | 9. US-Armee                          | 12th Army Group                |
| 8. Mai 1945        | XIII. US-Korps | 9. US-Armee                          | 12th Army Group                |

## Sonstiges
Tony Vaccaro, ein Private der 83., wurde 1944 oder 1945 offizieller Kriegsfotograf für die Zeitung der 83. Division. Bis 1949 fotografierte er vielerorts in Deutschland und Europa und dokumentierte das Leben in der Nachkriegszeit.